# 지대섭 (1943년)
지대섭(池大燮, 1943년 10월 27일 ~ )은 대한민국의 정치인이다. 제15대 국회의원을 지냈다.

## 학력
- 한양대학교 기계공학과 학사[5]

### 비학위 수료
- 고려대학교 언론대학원 최고언론과정 수료

## 경력
- 제15대 국회의원
- 한일ㆍ의원연맹 상임간사
- 자유민주연합 당무위원
- <대한속기협회> 회장
- <녹원목장> 회장
- <광림> 회장
- 제9대 서울마주협회 회장
- 민정당 광주 북구 지구당 위원장
- 대한 트라이애슬런 경기연맹 회장
- (주)청호컴넷 회장
- 국회 예산결산 특별위원회 위원
- 국회 제도개선 특별위원회 위원
- 국회 문화체육공보 위원회 간사
- 제15대 대한민국 대통령직 인수위원회 위원
- 국회 재정경제위원회 위원

## 역대 선거 결과
|  | 7.31% |

|  | 13.16% |

|  | 16.2% |

|  | 0% |